# Bo Wirebrand
Bo Wirebrand (ur. 2 marca 1946 w Vetlandzie) – szwedzki żużlowiec.
Srebrny medalista indywidualnych mistrzostw Szwecji (Göteborg 1973). Trzykrotny medalista mistrzostw Szwecji par klubowych: złoty (1980) oraz dwukrotnie srebrny (1972, 1979). Siedmiokrotny medalista drużynowych mistrzostw Szwecji: dwukrotnie złoty (1976, 1980), czterokrotnie srebrny (1977, 1978, 1979, 1981) oraz brązowy (1970).
Reprezentant Szwecji na arenie międzynarodowej. Uczestnik eliminacji drużynowych mistrzostw świata (1978, 1979). Wielokrotny uczestnik eliminacji indywidualnych mistrzostw świata (najlepszy wynik: Gislaved 1981 – V miejsce w finale szwedzkim, awans do finału skandynawskiego jako zawodnik rezerwowy).
W lidze szwedzkiej reprezentant klubów: Njudungarna Vetlanda (1970, 1972–1981) i Vargarna Norrköping (1971), natomiast w brytyjskiej – Poole Pirates (1971, 1973), Newport Wasps (1972) i Sheffield Tigers (1978).